# Тархун (напиток)
«Тархун» (груз. ტარხუნა) [tʼɑɾχunɑ])) — сладкий безалкогольный газированный прохладительный лимонадный напиток изумрудно-зелёного цвета. Изготавливается из воды, лимонной кислоты, сахара и экстракта эстрагона (растения, также известного как тархун, что и дало название напитку).
Настоящий «Тархун» из настоящего экстракта эстрагона сейчас часто выпускают жёлтого цвета, но в зелёных бутылках, чтобы соответствовать привычкам потребителя. Также для современного аналога «Тархуна» применяют светло-жёлтый краситель E102, а для получения зелёного цвета — часто ещё и синий E133.

## История
Изобретён тбилисским аптекарем Митрофаном Лагидзе, который стал добавлять в газированную воду с натуральными сиропами собственного производства пахучий чухпуч, несущий экстракт кавказского эстрагона (тархуна). До Первой мировой войны за свою воду Лагидзе не раз получал золотые медали на международных выставках. В 1927 году уже советскими властями в Тбилиси был построен завод по производству «Воды Лагидзе», сам же Лагидзе был назначен его директором.
Впервые в массовую продажу в СССР напиток поступил в 1981 году. Опытная партия продавалась на территории Главного ботанического сада АН СССР в стандартных бутылках ёмкостью 0,33 л. В дальнейшем его рецептура была передана предприятиям пищевой промышленности, и, начиная с 1983 года, «Тархун» стал продаваться во многих республиках СССР и административных регионах РСФСР в бутылках 0,33 и 0,5 л, а также (в Москве и Грузии) в автоматах.

## Рецептура
Рецептура напитка «Тархун» по ГОСТ 18-117-82, на 100 декалитров (1000 литров напитка):
- Сахар — 112,31 кг
- Настой тархуна — 6,75 л
- Кислота лимонная — 1,06 кг
- Ванилин — 1,45 г
- Индигокармин (паста) — 0,07 кг
- Тартразин «Ф» — 0,014 кг
- Спирт 96,2 % (этиловый) — 0,0039 л
- Двуокись углерода — 4 кг

Расход спирта предназначен для растворения ванилина. Также, спирт мог входить в состав настоя тархуна. Зелёный цвет напитка получался путём смешения синего (индигокармин) и жёлтого (тартразин) цветов пищевых красителей.